# Phaonia gilgitensis
Phaonia gilgitensis este o specie de muște din genul Phaonia, familia Muscidae, descrisă de Shinonaga în anul 2007.
Este endemică în Pakistan. Conform Catalogue of Life specia Phaonia gilgitensis nu are subspecii cunoscute.